# معركة رأس العين الثانية
وفعت معركة رأس العين الثانية خلال الحرب الأهلية السورية كجزءٍ من الهجوم العسكري التركي عام 2019 على شمال شرق سوريا. لقد حدثت المعركة بين القوات المسلحة التركية والجيش السوري الحر المدعوم من تركيا ضد قوات سوريا الديمقراطية. أسفرت المعركة عن استيلاء القوات التركية / الجيش السوري الحر المدعوم من تركيا على رأس العين / سري كانييه في 20 أكتوبر، ودمج المدينة مع منطقة الاحتلال التركي لشمال سوريا.

## الخلفية
بدأت المعركة في 9 أكتوبر 2019 إثر بداية الهجوم التركي على شمال شرق سوريا 2019. استهدفت القوات التركية بلدتين حدوديتين كجزء من العملية هما رأس العين وتل أبيض على بعد 120 كيلومترًا إلى الغرب.

## المعركة

### الحركات الأولية
عبرت القوات التركية والجيش السوري الحر المدعوم من تركيا إلى سوريا، حيث اقتربَا من رأس العين في 9 أكتوبر. كانت المدينة مستهدفة في البداية بالقصف المدفعي والجوي من قبل القوات الجوية التركية، مما أدى إلى فرار بعض السكان المدنيين من المنطقة، متجهين جنوبًا. شرعت الوحدات التركية المسلحة في التحرك باتجاه المدينة في وقت لاحق من ذلك اليوم.

### القوات التركية تنتقل إلى رأس العين
في 12 أكتوبر، هاجمت قوات تركية أكثر جوهرية المدينة، وانتقلت إليها، مع بعض التقارير التي تفيد بأن القوات التركية قد انتقلت إلى وسط المدينة. وفي الوقت نفسه، تراجعت قوات سوريا الديمقراطية تكتيكيًا، حيث انسحبت أمام القوات التركية ردًا على قصف مدفعي تركي لمواقعها. استمرت الاشتباكات في المنطقة الصناعية. واصلت القوات التركية الانتقال إلى المدينة، حيث سيطرت على مركز رأس العين السكني، وقد أفادت بعض المصادر الإعلامية التركية أن المدينة قد سقطت بالكامل. ومع ذلك، عرضت قوات قوات سوريا الديمقراطية فيديو لأنفسهم وهم لا يزالون في المدينة، ومستمرين في الاشتباك مع القوات التركية. في 13 أكتوبر، تم إعدام السياسية الكردية الأمين العام لحزب المستقبل السوري، هفرين خلف وعدد من المدنيين العزل، خارج المدينة، حيث تم القبض عليها وعلى المدنيين على طريق من قبل الجيش السوري الحر المدعوم من تركيا. لقد تعرضت قافلة لأنصار قوات سوريا الديمقراطية، مع وسائل إعلام دولية، لهجوم بالقرب من رأس العين، حيث حاولت الذهاب إلى المدينة لإظهار الدعم. ذكر المرصد السوري لحقوق الإنسان إن القوات الجوية التركية هاجمت الرتل، مما أسفر عن مقتل 14 شخصًا وإصابة 10.

### الهجوم المضاد من قوات سوريا الديمقراطية
في 13 أكتوبر، شنت قوات سوريا الديمقراطية هجومًا مضادًا، حيث صدت الجيش التركي واستعادت السيطرة على النقاط الرئيسية في المدينة، بما في ذلك المنطقة الصناعية. وبحلول 15 أكتوبر، استعادت قوات سوريا الديمقراطية السيطرة الكاملة على المدينة، وفقًا للمرصد السوري لحقوق الإنسان وصدت هجمات من أربع مجموعات تابعة للجشش السوري الحر المدعوم من تركيا. أعدت قوات سوريا الديمقراطية أنفاقًا واسعة تحت رأس العين، واستخدمتها لشن هجمات على الوحدات التركية والجيش السوري الحر المدعوم من تركيا في المدينة. ومع ذلك، تمكنت وحدات تركية والجيش السوري الحر من مواصلة عملها، واستولت في نهاية المطاف على جزء كبير من وسط المدينة، بعد قصف عنيف على المدينة بالغارات الجوية.

### حصار رأس العين ووقف إطلاق النار

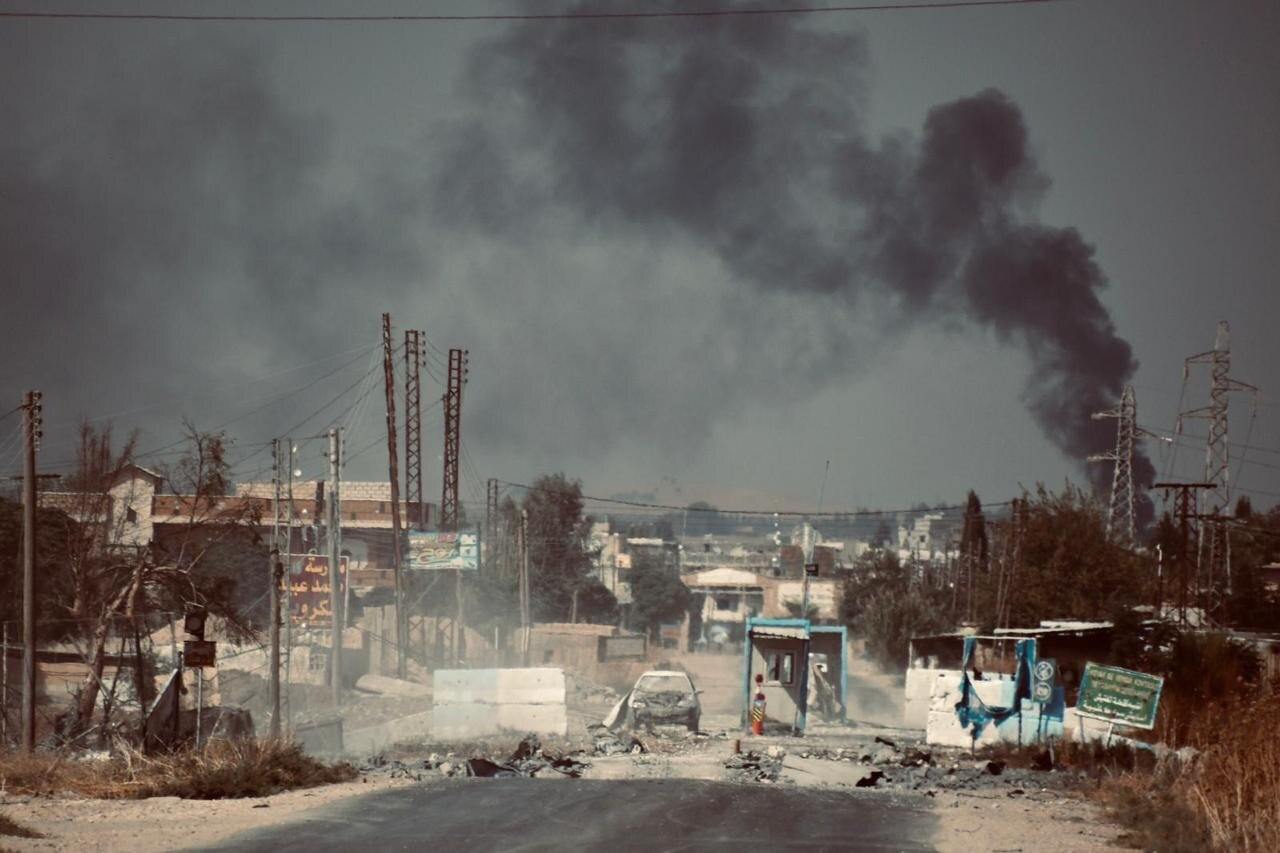
نقطة تفتيش تخلت عنها قوات سوريا الديمقراطية خارج رأس العين في 11 أكتوبر

في 17 أكتوبر، حاصرت القوات التركية والجيش السوري الحر المدعوم من قبل تركيا بالكامل نصف رأس العين واستوليا عليها، واكتسبَا أرضًا في الهجوم بعد أن التفافهما حول البلدة وقطعهما الطرق المؤدية إليها وسط اشتباكات عنيفة وفقًا للمرصد السوري لحقوق الإنسان.
في وقت لاحق من اليوم، وافقت الحكومة الأمريكية وتركيا على اتفاق لوقف إطلاق النار لمدة خمسة أيام، للسماح لقوات سوريا الديمقراطية بالانسحاب من المنطقة الآمنة التي يبلغ طولها 20 ميلًا على الحدود التركية. قالت قوات سوريا الديمقراطية إنها قبلت فقط وقف إطلاق النار في المنطقة الواقعة بين تل أبيض ورأس العين كما رفضت القوات كذلك الانسحاب من منطقة الـ20 ميلًا بأكملها وتسليمها إلى تركيا ووصفتها بأنها احتلال. استمرت الاشتباكات في المدينة مع وقف إطلاق النار، واتهم الجانبان بعضهما بانتهاك وقف إطلاق النار. أفاد طواقم سيارات الإسعاف التابعة للهلال الأحمر أنها لم تتمكن من الوصول إلى المدينة لإجلاء مقاتلي قوات سوريا الديمقراطية المصابين في اليوم الأول من وقف إطلاق النار. ألقت تركيا وقوات سوريا الديمقراطية اللوم على بعضهما البعض في انتهاكات وقف إطلاق النار، حيث ذكرت قوات سوريا الديمقراطية أن المدينة كانت محاصرة أثناء وقف إطلاق النار وأنه لا يمكن إخلاء المصابين. وفي 17 أكتوبر، تسببت غارة جوية من القوات الجوية التركية في إصابة بعض سكان المدينة، مع ورود تقارير تفيد باستخدام الفسفور الأبيض ضد المدنيين. أظهر مسعفون سوريون يعالجون خمسة مدنيين جرحى تم نقلهم إلى الحسكة جرحى محترقين على وسائل الإعلام وقالوا أنها بسبب استخدام الفسفور الأبيض. قالت تركيا إن التقارير كانت كاذبة.
في 18 أكتوبر، حاولت قافلة كبيرة من 80 سيارة و400 مدني، من بينهم رينجرز بورما الحرة، والأشخاص الذين سافروا من ديريك، والقامشلي، وتل تمر، والحسكة، الوصول إلى رأس العين لتقديم مساعدات إنسانية. لقد جرى منعهم من الدخول من قبل الجيش السوري الحر المدعوم من تركيا، وفقًا لقوات سوريا الديمقراطية. وفي فترة ما بعد الظهر، قالت قوات سوريا الديمقراطية أنه تم السماح لقافلة مساعدات بالمرور، بعد منعها من دخول المدينة منذ يوم الخميس.
واجهت وحدات الجيش العربي السوري لأول مرة الوحدات التركية والجيش السوري الحر المدعوم من تركيا بالقرب من رأس الريان، مع ورود تقارير من وسائل الإعلام تفيد أن وحداته يمكن أن تنضم إلى القتال بجانب قوات سوريا الديمقراطية ورفع الحصار عن المدينة من قبل الجيش السوري الحر.
في 20 أكتوبر، سُمح لهايفا سور (الهلال الأحمر الكردي) بالدخول إلى المدينة، حيث أجلى 30 جريحًا من المدنيين والجنود. ذكر الفريق الطبي أن المدينة تعاني من نقص الإمدادات. لقد تعرض المستشفى نفسه للهجوم إثر محاولة الجيش السوري الحر المدعوم من تركيا السيطرة عليه. لقد انخرط المقاتلون الدوليون مع قوات سوريا الديمقراطية القتال، وتوفي مواطن ألماني واحد على الأقل في المعركة دفاعًا عن المستشفى.
استولت القوات التركية وقوات الجيش السوري الحر في المدينة على مخبئٍ كبير للذخيرة من قوات سوريا الديمقراطية، كما استولت خارج المدينة على عدد من القرى شرق رأس العين، مدعومة بالدبابات التركية، ولكن في غضون بضع ساعات، تم استعادة القرى بواسطة قوات سوريا الديمقراطية.

### سحب قوات سوريا الديمقراطية كجزء من صفقة توسطت فيها الولايات المتحدة
في اليوم الثالث بعد تطويق المدينة بالكامل، أعلنت قوات سوريا الديمقراطية في 20 أكتوبر أنها ستنسحب من رأس العين، امتثالًا للصفقة التي تم التوصل إليها بوساطة أمريكية مع تركيا. بدأت بعض قوات قوات سوريا الديمقراطية تنسحب برفقة بعض السكان المدنيين، الذين خافوا أيضًا من الميليشيات الحليفة لتركيا. قال قائد قوات سوريا الديمقراطية الذي أعلن عن الصفقة، أن قوات سوريا الديمقراطية ستنسحب مرة أخرى إلى المنطقة التي يبلغ طولها 30 كيلومترًا والتي تفرضها شروط وقف إطلاق النار، فقط بعد السماح للمدنيين والجنود بالإجلاء من رأس العين. ومع وقف إطلاق النار، ظلت المدينة تتعرض للقصف بشكل متقطع واندلعت معارك بالأسلحة بين الحين والآخر. انسحبت قوات قوات سوريا الديمقراطية تمامًا من المدينة في 20 أكتوبر، وقال متحدث باسمها أنها لم تترك أي قوات تابعةً لها في المدينة. وفي يوم الأحد غادرت 86 مركبة نقلت قوات سوريا الديمقراطية المدينة إلى تل تمر، على بعد 40 كم جنوب رأس العين. كما غادر بضع مئات من المدنيين المدينة مع قوات سوريا الديمقراطية. استولت الوحدات التركية والجيش الحر على المدينة في وقت لاحق من اليوم.

## هجوم الأسلحة الكيميائية المزعومة
إن الادعاءات القائلة بأن قوات الجيش الحر قد استخدمت أسلحة غير قانونية قد أُثيرت من قبل فرق طبية تعالج المدنيين، الذين أصابتهم أسلحة القوات المتحالفة التركية في رأس العين في 17 أكتوبر. لقد أظهر عدد من المدنيين، الذين تم إجلاؤهم إلى بلدة الحسكة القريبة لتلقي العلاج في المستشفى، علامات تتفق مع حروق الفسفور الأبيض. كان لدى المدنيين علامات لحروق على وجوههم وجذعهم، وكانت من حروق الدرجة الأولى والثانية. إن استخدام الفسفور الأبيض عن عمد ضد المدنيين يمكن أن تفسيره على أنه جريمة حرب. جمع محققو الأمم المتحدة أدلة من أجل التحقيق في الادعاءات. أنكرت الحكومة التركية أنه كان هجومًا كيميائيًا قائلة أنها لم تكن تمتلك أسلحة كيميائية في مخزونها. لقد زاد الوضع سوءً بالنسبة للجرحى بسبب وجود عدد قليل من المراكز الطبية في رأس العين لعالجة الأشخاص. اتخذت منظمة حظر الأسلحة الكيميائية خطوات للتحقيق في الهجوم، لكنها في النهاية لم تبدأ تحقيقًا، قائلة إن الفسفور الأبيض سلاح قائم على الحرارة وليس سلاحًا كيميائيًا، وأن القضية خارج نطاق اختصاصها. كان هناك بعض الانتقادات لمنظمة حظر الأسلحة الكيميائية مع مزاعم بأنها كانت متحيزة بسبب تلقيها تبرعات من تركيا.